# تشيلبانسينغو
تشيلبانسينغو (بالإسبانية: Chilpancingo de los Bravo)‏ هي مستوطنة، في المكسيك، تقع في ولاية غيريرو ، وهي عاصمتها، بلغ عدد سكانها 187,251 نسمة وذلك حسب إحصائيات سنة 2010.

## المناخ
يظهر الجدول التالي التغييرات المناخية على مدار السنة لتشيلبانسينغو:
| البيانات المناخية لـتشيلبانسينغو                                 | البيانات المناخية لـتشيلبانسينغو | البيانات المناخية لـتشيلبانسينغو | البيانات المناخية لـتشيلبانسينغو | البيانات المناخية لـتشيلبانسينغو | البيانات المناخية لـتشيلبانسينغو | البيانات المناخية لـتشيلبانسينغو | البيانات المناخية لـتشيلبانسينغو | البيانات المناخية لـتشيلبانسينغو | البيانات المناخية لـتشيلبانسينغو | البيانات المناخية لـتشيلبانسينغو | البيانات المناخية لـتشيلبانسينغو | البيانات المناخية لـتشيلبانسينغو | البيانات المناخية لـتشيلبانسينغو |
| الشهر                                                            | يناير                            | فبراير                           | مارس                             | أبريل                            | مايو                             | يونيو                            | يوليو                            | أغسطس                            | سبتمبر                           | أكتوبر                           | نوفمبر                           | ديسمبر                           | المعدل السنوي                    |
| ---------------------------------------------------------------- | -------------------------------- | -------------------------------- | -------------------------------- | -------------------------------- | -------------------------------- | -------------------------------- | -------------------------------- | -------------------------------- | -------------------------------- | -------------------------------- | -------------------------------- | -------------------------------- | -------------------------------- |
| الدرجة القصوى °م (°ف)                                            | 35.0 (95.0)                      | 35.0 (95.0)                      | 37.0 (98.6)                      | 38.2 (100.8)                     | 39.0 (102.2)                     | 37.5 (99.5)                      | 37.0 (98.6)                      | 35.5 (95.9)                      | 34.0 (93.2)                      | 34.0 (93.2)                      | 34.0 (93.2)                      | 32.5 (90.5)                      | 39.0 (102.2)                     |
| متوسط درجة الحرارة الكبرى °م (°ف)                                | 27.9 (82.2)                      | 28.6 (83.5)                      | 30.2 (86.4)                      | 31.2 (88.2)                      | 31.3 (88.3)                      | 28.9 (84.0)                      | 27.9 (82.2)                      | 28.3 (82.9)                      | 27.6 (81.7)                      | 28.1 (82.6)                      | 28.3 (82.9)                      | 27.7 (81.9)                      | 28.8 (83.8)                      |
| المتوسط اليومي °م (°ف)                                           | 19.5 (67.1)                      | 20.2 (68.4)                      | 21.5 (70.7)                      | 23.1 (73.6)                      | 24.0 (75.2)                      | 23.2 (73.8)                      | 22.5 (72.5)                      | 22.7 (72.9)                      | 22.3 (72.1)                      | 22.1 (71.8)                      | 21.2 (70.2)                      | 19.8 (67.6)                      | 21.8 (71.2)                      |
| متوسط درجة الحرارة الصغرى °م (°ف)                                | 11.1 (52.0)                      | 11.8 (53.2)                      | 12.9 (55.2)                      | 14.9 (58.8)                      | 16.6 (61.9)                      | 17.5 (63.5)                      | 17.0 (62.6)                      | 17.0 (62.6)                      | 16.9 (62.4)                      | 16.0 (60.8)                      | 14.0 (57.2)                      | 11.9 (53.4)                      | 14.8 (58.6)                      |
| أدنى درجة حرارة °م (°ف)                                          | 2.0 (35.6)                       | 2.0 (35.6)                       | 1.5 (34.7)                       | 9.0 (48.2)                       | 8.5 (47.3)                       | 10.5 (50.9)                      | 11.0 (51.8)                      | 12.0 (53.6)                      | 10.0 (50.0)                      | 9.0 (48.2)                       | 5.5 (41.9)                       | 4.0 (39.2)                       | 1.5 (34.7)                       |
| الهطول مم (إنش)                                                  | 17.8 (0.70)                      | 3.1 (0.12)                       | 2.8 (0.11)                       | 17.2 (0.68)                      | 63.1 (2.48)                      | 162.4 (6.39)                     | 191.1 (7.52)                     | 152.7 (6.01)                     | 165.8 (6.53)                     | 78.1 (3.07)                      | 16.9 (0.67)                      | 2.8 (0.11)                       | 873.8 (34.40)                    |
| متوسط أيام هطول الأمطار (≥ 0.1 mm)                               | 1.4                              | 0.9                              | 0.6                              | 1.9                              | 6.6                              | 16.1                             | 21.1                             | 19.1                             | 18.2                             | 9.1                              | 2.0                              | 0.8                              | 97.8                             |
| متوسط الرطوبة النسبية (%)                                        | 75                               | 73                               | 70                               | 69                               | 73                               | 82                               | 84                               | 84                               | 87                               | 82                               | 78                               | 76                               | 77                               |
| ساعات سطوع الشمس الشهرية                                         | 213.9                            | 211.9                            | 232.5                            | 195.0                            | 176.7                            | 147.0                            | 164.3                            | 170.5                            | 135.0                            | 179.8                            | 198.0                            | 201.5                            | 2٬226٫1                          |
| المصدر #1: Servicio Meteorológico Nacional                       |                                  |                                  |                                  |                                  |                                  |                                  |                                  |                                  |                                  |                                  |                                  |                                  |                                  |
| المصدر #2: الأرصاد الجوية الألمانية (sun and humidity 1941–1970) |                                  |                                  |                                  |                                  |                                  |                                  |                                  |                                  |                                  |                                  |                                  |                                  |                                  |

## مدن توأم
المدن التوأم:
- بليسانت هيل، كونترا كوستا، كاليفورنيا
- كافيت سيتي.

## أعلام
- نيكولاس برافو
- أنخيل أغيري هيريرا
- روسانا سان خوان
- رودولفو نيري فيلا
- أليخاندرو ثيربانتس ديلغادو
- أنطونيا نافا دي كاتالان